# Elviro Blanc
Elviro Blanc (pron. fr. AFI: [blɑ̃]) (Bionaz, 8 gennaio 1945) è un ex fondista italiano.

## Biografia
Nato nel 1945 a Bionaz, in Valle d'Aosta, a 23 anni ha partecipato ai Giochi olimpici di Grenoble 1968, chiudendo 27º nella 50 km con il tempo di 2h38'12"4.
4 anni dopo ha preso parte di nuovo alle Olimpiadi, quelle di Sapporo 1972, arrivando 20º nella 30 km con il tempo di 1h41'44"32, 21º nella 50 km in 2h51'25"19 e 9º nella staffetta 4×10 km in 2h12'07"11, insieme a Renzo Chiocchetti, Carlo Favre e Ulrico Kostner.
Ai campionati italiani ha vinto 6 medaglie: 1 oro (1971) nella 50 km, 1 oro (1971) e 3 bronzi (1968, 1970 e 1973) nella 30 km e 1 argento (1971) nella 15 km